# Laysanand
Laysanand (Anas laysanensis) är en akut hotad and som enbart förekommer i Hawaiiöarna.

## Utseende
Laysananden är en liten och mörk and, 41 centimeter lång. Huvudet är mörkt med vit ring runt ögat. Adulta fåglar visar varierande vita teckningar på huvud och hals. Resten av kroppen är kastanjefärgad med mörkbruna fläckar. Näbben är mörkgrön hos hanen, blekbrun hos honan.

## Systematik
Genetiska studier visar att laysananden tillhör en grupp Anas-änder där även hawaiiand (A. wyvilliana), filippinand (A. luzonica) och stripand (A. superciliosa) ingår.

## Utbredning och status
Fågelns ursprungliga utbredning är på den lilla ön Laysan i västra Hawaiiöarna, men förekommer nu också på Midwayöarna och Kureatollen. Subfossila lämningar visar att den tidigare förekom i hela ögruppen. 
I början av 1900-talet var laysananden nära utrotning, men beståndet ökade till 500 individer 1987 sedan Laysan rensats från introducerade kaniner. 1993 misslyckades häckningen helt och dödligheten var hög efter torka och sjukdom. Efterhandsberäkningar visar att beståndet minskade till 82–127 vuxna individer. Efteråt har laysananden ökat i antal igen med uppskattningsvis 521 fåglar 2010.

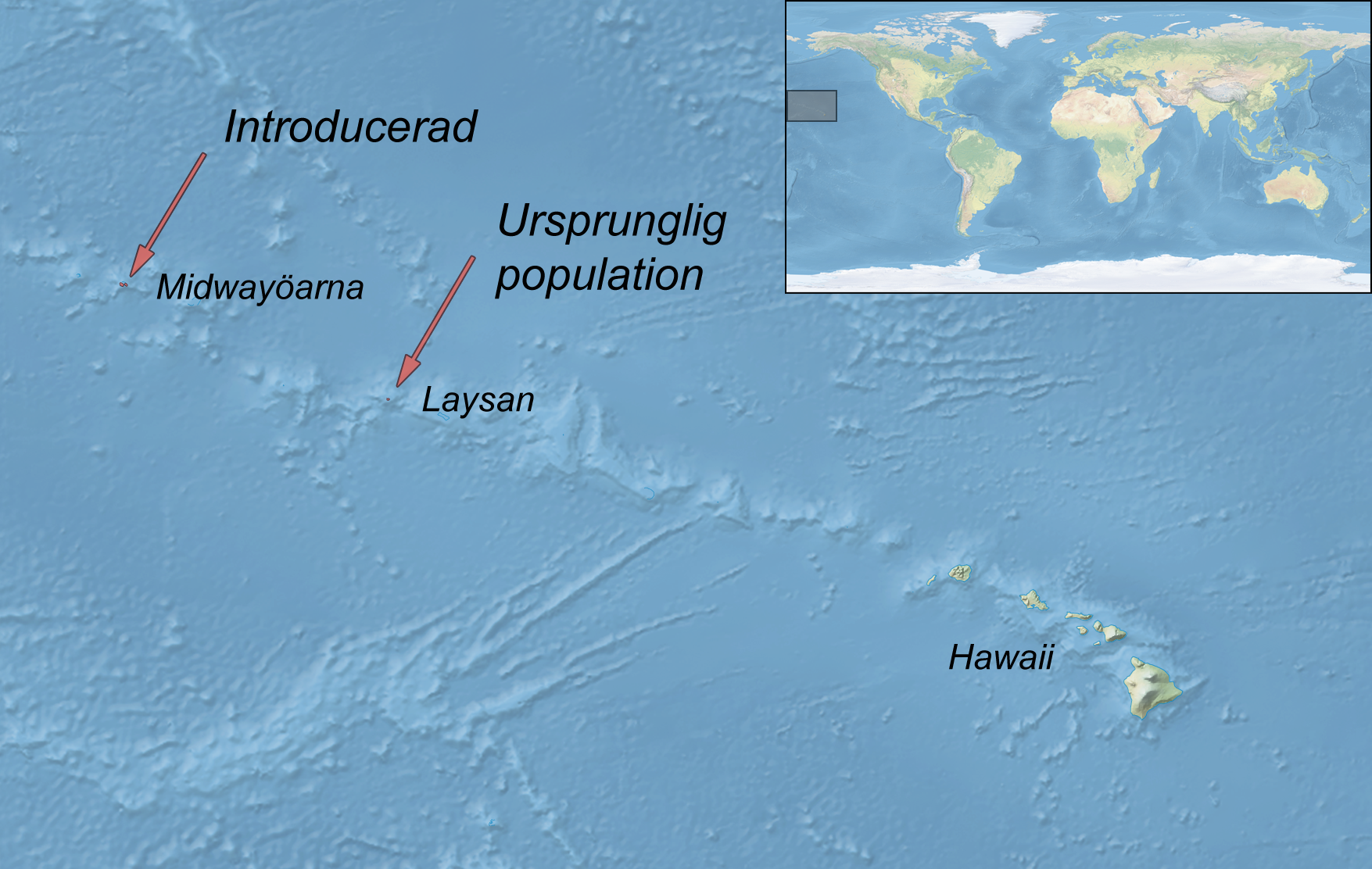

2004 och 2005 flyttades 42 individer till Midwayöarna. Första året häckade de framgångsrikt där och populationen ökade till 104 individer 2006 och ungefär 200 vid 2007 års slut. Trots att den drabbades av fågelbotulism 2008, vilket tros ha minskat populationen med 40–50 %, nådde den cirka 350 individer 2010. I mars 2011 drabbades dock Hawaii av en tsunami som tros ha dödat hälften av fåglarna på Laysan och 20–30 % av de på Midway. 
2014 flyttades 28 individer från Midway till Kureatollen, en predatorfri ö cirka 220 mil nordost om Honolulu. På grund av laysanandens högst varierande bestånd och väldigt begränsade utbredning kategoriserar internationella naturvårdsunionen IUCN den som akut hotad.

## Bilder

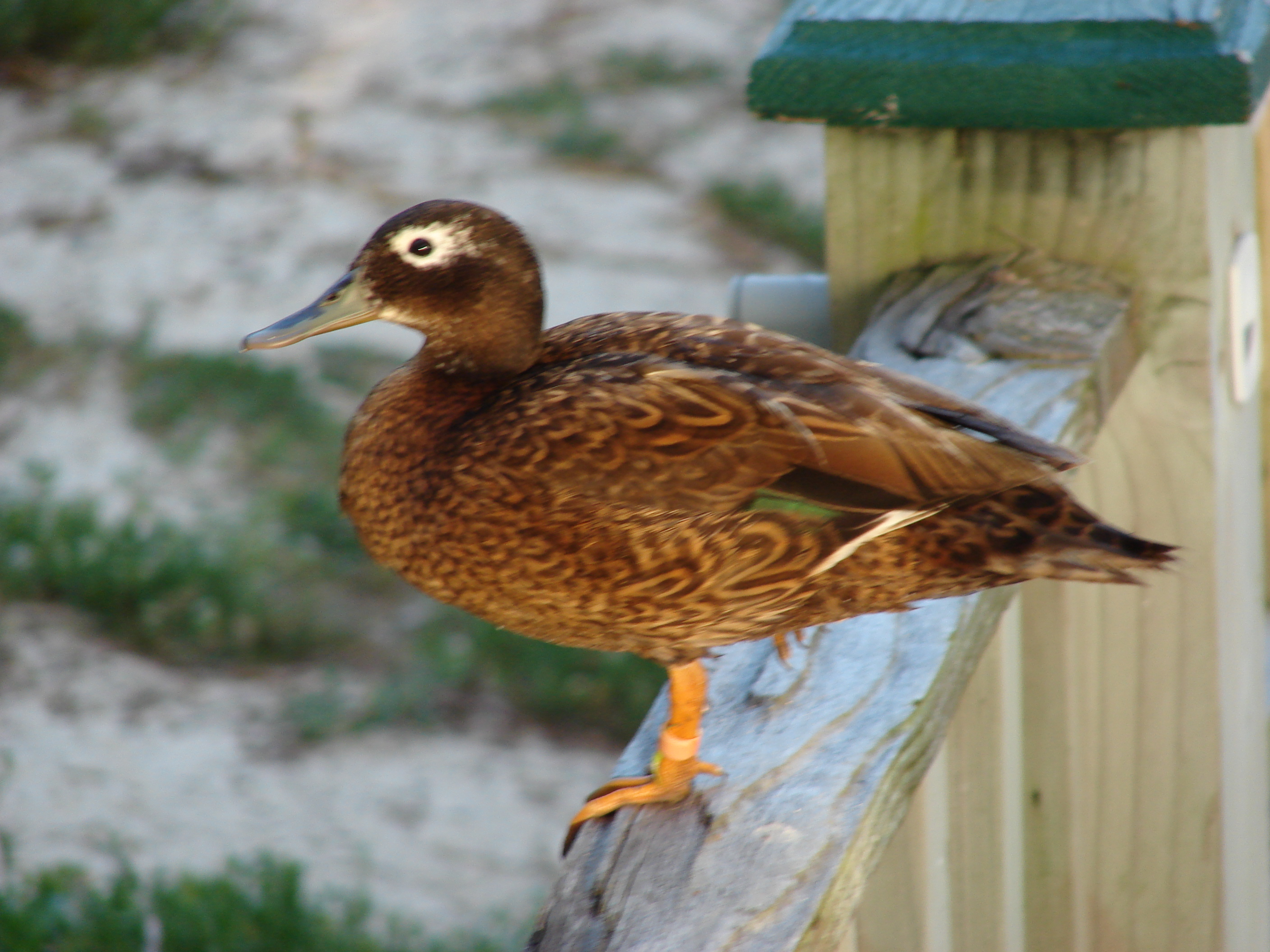
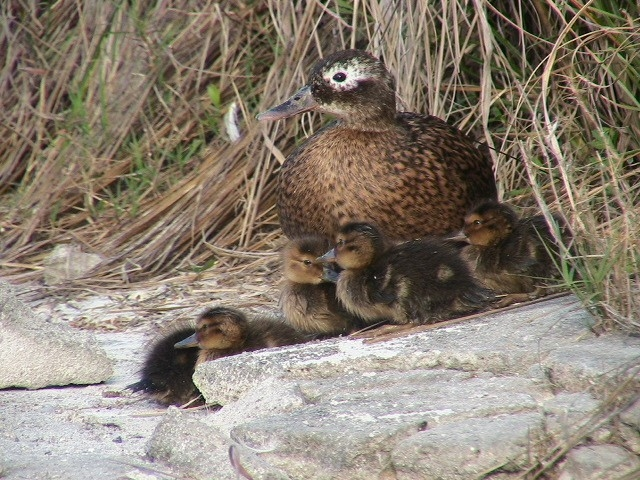